# 1884
| [ Edytuj tabelę ]              | |
| Król Polski (tytularny)        | - 1881 Aleksander III Romanow 1894                                                                                              |
| Emir Afganistanu               | - 1880 Abdur Rahman Chan 1901                                                                                                   |
| Współksiążęta Andory           | - 1879 Salvador Casañas i Pagès 1901 - 1879 Jules Grévy 1887                                                                    |
| Prezydent Argentyny            | - 1880 gen. Julio Argentino Roca 1886                                                                                           |
| Cesarz Austrii                 | - 1848 Franciszek Józef I 1916                                                                                                  |
| Król Bawarii                   | - 1864 Ludwik II 1886 |
| Król Belgów                    | - 1865 Leopold II 1909 |
| Premier Belgii                 | - 1878 H.-J.-W. Frère-Orban 1884 - 1884 Jules Malou 1884 - 1884 Auguste Beernaert 1894                                          |
| Prezydent Boliwii              | - 1880 Narciso Campero 1884 - 1884 Gregorio Pacheco 1888                                                                        |
| Cesarz Brazylii                | - 1831 Pedro II 1889 |
| Sułtan Brunei                  | - 1852 Abdul Momin 1885 |
| Car Bułgarii                   | - 1879 Aleksander I Battenberg 1886                                                                                             |
| Premier Bułgarii               | - 1883 Dragan Cankow 1884 - 1884 Petko Karawełow 1886                                                                           |
| Prezydent Chile                | - 1881 Domingo Santa María 1886                                                                                                 |
| Cesarz Chin                    | - 1875 Guangxu 1908 |
| Premier Czarnogóry             | - 1879 Božo Petrović-Njegoš 1905                                                                                                |
| Król Czech                     | - 1848 Franciszek Józef I 1916                                                                                                  |
| Król Danii                     | - 1863 Chrystian IX 1906 |
| Premier Danii                  | - 1875 Jacob Brønnum Scavenius Estrup 1894                                                                                      |
| Dalajlama                      | - 1876 Thubten Gjaco 1933 |
| Prezydent Dominikany           | - 1882 Ulises Heureaux 1884 - 1884 Francisco Gregorio Billini 1885                                                              |
| Władca Egiptu                  | - 1879 Taufik Pasza 1892 |
| Premier Egiptu                 | - 1882 Muhammad Szarif Pasza 1884 - 1884 Nubar Pasza 1888                                                                       |
| Prezydent Ekwadoru             | - 1883 José Plácido Caamaño 1888                                                                                                |
| Cesarz Etiopii                 | - 1871 Jan IV Kassa 1889 |
| Prezydent Francji              | - 1879 Jules Grévy 1887 |
| Premier Francji                | - 1883 Jules Ferry 1885 |
| Król Grecji                    | - 1863 Jerzy I 1913 |
| Prezydent Gwatemali            | - 1873 Justo Rufino Barrios 1885                                                                                                |
| Prezydent Haiti                | - 1879 Lysius Salomon 1888 |
| Król Hawajów                   | - 1874 Kalākaua 1891 |
| Król Hiszpanii                 | - 1874 Alfons XII 1885 |
| Premier Hiszpanii              | - 1883 José Posada Herrera 1884 - 1884 Antonio Cánovas del Castillo 1885                                                        |
| Król Holandii                  | - 1849 Wilhelm III 1890 |
| Premier Holandii               | - 1883 Jan Heemskerk 1888 |
| Prezydent Hondurasu            | - 1883 Luis Bográn Barahona 1891                                                                                                |
| Szach Iranu                    | - 1848 Naser ad-Din Szah 1896                                                                                                   |
| Król Irlandii                  | - 1837 Wiktoria Hanowerska 1901                                                                                                 |
| Cesarz Japonii                 | - 1867 Mutsuhito 1912 |
| Kalif                          | - 1876 Abdülhamid II 1909 |
| Premier Kanady                 | - 1878 John Macdonald 1891 |
| Emir Kataru                    | - 1878 Kasim ibn Muhammad Al Sani 1913                                                                                          |
| Prezydent Kolumbii             | - 1883 José Eusebio Otálora 1884 - 1883 Ezequiel Hurtado 1884 - 1884 gen. Rafael Núñez 1886                                     |
| Patriarcha Konstantynopola     | - 1878 Joachim III 1884 - 1884 Joachim IV 1887                                                                                  |
| Władca Korei                   | - 1863 Kojong 1907 |
| Prezydent Kostaryki            | - 1882 Próspero Fernández Oreamuno 1885                                                                                         |
| Emir Kuwejtu                   | - 1866 Abd Allah II 1892 |
| Prezydent Liberii              | - 1883 Alfred Francis Russell 1884 - 1884 Hilary Johnson 1892                                                                   |
| Książę Liechtensteinu          | - 1858 Jan II Dobry 1929 |
| Wielki książę Luksemburga      | - 1849 Wilhelm III 1890 |
| Premier Luksemburga            | - 1874 Baron de Blochausen 1885                                                                                                 |
| Sułtan Maroka                  | - 1873 Hassan I 1894 |
| Prezydent Meksyku              | - 1880 Manuel González 1884 - 1884 Porfirio Díaz 1911                                                                           |
| Książę Monako                  | - 1856 Karol III 1889 |
| Król Nepalu                    | - 1881 Prithvi 1911 |
| Premier Nepalu                 | - 1877 Rana Udip Singh Bahadur Rana 1885                                                                                        |
| Cesarz Niemiec                 | - 1871 Wilhelm I Hohenzollern 1888                                                                                              |
| Kanclerz Niemiec               | - 1871 Otto von Bismarck 1890                                                                                                   |
| Prezydent Nikaragui            | - 1883 Adán Cárdenas 1887 |
| Król Norwegii                  | - 1872 Oskar II 1905 |
| Premier Nowej Zelandii         | - 1883 Harry Atkinson 1884 - 1884 Robert Stout 1884 - 1884 Harry Atkinson 1884 - 1884 Robert Stout 1887                         |
| Sułtan Omanu                   | - 1870 Turki ibn Sa’id 1888 |
| Papież                         | - 1878 Leon XIII 1903 |
| Prezydent Paragwaju            | - 1881 gen. Bernardino Caballero 1886                                                                                           |
| Prezydent Peru                 | - 1883 Miguel Iglesias 1886 |
| Król Portugalii                | - 1861 Ludwik 1889 |
| Król Prus                      | - 1861 Wilhelm I 1888 |
| Car Rosji                      | - 1881 Aleksander III 1894 |
| Król Rumunii                   | - 1881 Karol I 1914 |
| Premier Rumunii                | - 1881 Ion Brătianu 1888 |
| Król Saksonii                  | - 1873 Albert I Wettyn 1902 |
| Prezydent Salwadoru            | - 1876 Rafael Zaldívar 1885 |
| Kapitanowie Regenci San Marino | - 1883 Pietro Filippi Pietro Berti 1884 - 1884 Settimio Belluzzi Francesco Malpeli 1884 - 1884 Federico Gozi Antonio Righi 1885 |
| Król Serbii                    | - 1882 Milan Obrenowić 1889 |
| Prezydent Szwajcarii           | - 1884 Emil Welti 1884 |
| Król Szwecji                   | - 1872 Oskar II 1907 |
| Premier Szwecji                | - 1883 Carl Johan Thyselius 1884 - 1884 Robert Themptander 1888                                                                 |
| Król Tajlandii                 | - 1868 Chulalongkorn 1910 |
| Król Tonga                     | - 1875 Jerzy Tupou I 1893 |
| Premier Tonga                  | - 1881 Shirley Waldemar Baker 1890                                                                                              |
| Sułtan Turków                  | - 1876 Abdülhamid II 1909 |
| Prezydent Urugwaju             | - 1882 Máximo Santos 1886 |
| Prezydent USA                  | - 1881 Chester Arthur 1885 |
| Prezydent Wenezueli            | - 1879 Antonio Guzmán Blanco 1884 - 1884 Joaquín Crespo 1886                                                                    |
| Król Węgier                    | - 1848 Franciszek Józef I 1916                                                                                                  |
| Premier Węgier                 | - 1875 Kálmán Tisza 1890 |
| Monarcha Wielkiej Brytanii     | - 1837 Wiktoria 1901 |
| Premier Wielkiej Brytanii      | - 1880 William Ewart Gladstone 1885                                                                                             |
| Król Włoch                     | - 1878 Humbert I 1900 |

Rok 1884 / MDCCCLXXXIV
stulecia: XVIII wiek ~
XIX wiek ~
XX wiek

dziesięciolecia:
1850–1859 •
1860–1869 •
1870–1879 •
1880–1889
• 1890–1899
• 1900–1909
• 1910–1919

lata: 1874 «
1879 «
1880 «
1881 «
1882 «
1883 «
1884
» 1885
» 1886
» 1887
» 1888
» 1889
» 1894

## Wydarzenia w Polsce
- 6 stycznia – ukazał się pierwszy numer gazety „Dziennik Łódzki”.
- 29 stycznia – tydzień po ślubie zostali aresztowani działacze Socjalno-Rewolucyjnej Partii Proletariat Tadeusz i Witolda Rechniewscy.
- 23 maja – Nowa Ruda: pożar zniszczył większą część miasta.
- 29 maja – poświęcono sobór św. Aleksandra Newskiego w Łodzi.
- Lipiec – Stanisław Kunicki aresztowany i skazany w procesie 29 proletariatczyków.
- 17 września – Feliks Szlachtowski został prezydentem Krakowa.
- 6 listopada – rozpoczęła się Konferencja Katowicka, na której podjęto decyzję o potrzebie założenia nowych żydowskich osad w Palestynie i utworzenia żydowskiego państwa na Bliskim Wschodzie, co w konsekwencji doprowadziło do powstania państwa Izrael w 1948.
- 8 grudnia – założono Poznański Chór Katedralny.
- 23 grudnia – w warszawskim dzienniku Słowo ukazał się pierwszy odcinek powieści Henryka Sienkiewicza Potop.
- 26 grudnia – otwarcie linii kolejowej Lwów-Stryj-Stanisławów (dł. 180,95 km), należącej do Austriackich Kolei Państwowych.
- data dzienna nieznana: 
  - Towarzystwo Telefonów w Krakowie otrzymało zgodę na instalację pierwszych telefonów.
  - Pierwszą stałą wystawę Muzeum Narodowego, powstałego w Krakowie, otwarto w Sukiennicach.
  - Rozpoczęto budowę koszar artyleryjskich w Żaganiu.
  - W Galicji upadł bank włościański założony w 1868 roku

## Wydarzenia na świecie
- 4 stycznia – w Londynie założono lewicowe Towarzystwo Fabiańskie.
- 6 stycznia – niemiecki wynalazca Paul Nipkow otrzymał patent na tzw. tarczę Nipkowa, która w ogromnym stopniu przyczyniła się do rozwoju telewizji.
- 7 stycznia – Hilary Johnson został prezydentem Liberii.
- 19 stycznia – w Paryżu odbyła się prapremiera Manon Jules’a Masseneta.
- 1 lutego – ukazała się pierwsza edycja Oxford English Dictionary.
- 12 lutego – Amerykanin Lewis Waterman opatentował wieczne pióro.
- 29 lutego – zwycięstwo egipskiego korpusu ekspedycyjnego nad sudańskimi mahdystami w II bitwie pod El-Teb.
- 12 marca – rozpoczęło się oblężenie Chartumu w Sudanie podczas powstania Mahdiego (zakończyło się klęską Brytyjczyków – 26 stycznia 1885).
- 28 marca – w Berlinie została założona Spółka na rzecz kolonizacji niemieckiej.
- 3 kwietnia – Christian Schweigaard został premierem Norwegii.
- 4 kwietnia – zawarto porozumienie rozejmowe na mocy którego Boliwia przekazała Chile swoją część wybrzeża, tracąc tym samym dostęp do morza.
- 20 kwietnia – papież Leon XIII wydał encyklikę Humanum genus, o zagrożeniach ze strony masonerii.
- 24 kwietnia – założono argentyńskie miasto Tres Arroyos.
- 26 kwietnia:
  - założono miasto Venado Tuerto w Argentynie.
  - austriacki astronom Johann Palisa odkrył planetoidę (236) Honoria.
- 16 maja – Oscar Robert Themptander został premierem Szwecji.
- 17 maja – Alaska stała się dystryktem zarządzanym przez cywilną administrację.
- 31 maja – na ulice Brna wyjechały pierwsze tramwaje parowe (wcześniej jeździły konne).
- 7 czerwca – w Niżnym Nowogrodzie doszło do pogromu Żydów.
- 9 czerwca – w Berlinie rozpoczęto budowę gmachu parlamentu Rzeszy.
- 4 lipca:
  - w Paryżu przekazano Statuę Wolności ambasadorowi amerykańskiemu jako dar narodu francuskiego dla narodu amerykańskiego.
  - proklamowano powstanie Republiki Hawajów.
- 5 lipca – Kamerun stał się kolonią niemiecką.
- 5 sierpnia – w południowej Afryce Burowie utworzyli Nieuwe Republiek.
- 9 sierpnia – w Chalais 1. próbny lot sterowca La France: dł. 50,5 m; szer. 8,5 m; obj. 1864 m³; silnik elektryczny; ciężar całk. 2 t (konstruktorzy: kpt. Ch.Renard i kpt.A.Ch.Krebs). Sterowiec pokonał 7,6 km w czasie 23 min.
- 23 sierpnia – w bitwie pod Fuzhou francuska eskadra adm. Courbeta rozgromiła flotyllę chińską
- 27 sierpnia – została utworzona Niemiecka Afryka Południowo-Zachodnia.
- 3 września – Robert Stout został po raz drugi premierem Nowej Zelandii.
- 27 września – została otwarta Węgierska Opera Państwowa w Budapeszcie.
- 3 października – Kopenhaga: spłonął dawny królewski zamek Christiansborg.
- 12 października – założono miasto Ushuaia na Ziemi Ognistej (Argentyna).
- 13 października – południk przechodzący przez obserwatorium w Greenwich został uznany za południk zerowy.
- 3 listopada – powstała Nowa Gwinea Niemiecka.
- 15 listopada – w Berlinie rozpoczęła się konferencja, na której europejskie mocarstwa zdecydowały o rozbiorze kontynentu afrykańskiego.
- 4 grudnia – w Korei rozpoczął się inspirowany przez Japończyków trzydniowy pucz Gapsin, mający w zamierzeniu obalić rządzącą od 500 lat dynastię Jaseon.
- 6 grudnia – w Waszyngtonie ukończono budowę Pomnika Waszyngtona; ten liczący 169,3 metrów wysokości obelisk był wówczas najwyższą budowlą na świecie (do czasu wzniesienia wieży Eiffla).
- 18 grudnia – ukazał się pierwszy numer szwedzkiego dziennika Svenska Dagbladet.
- 26 grudnia – utworzona została Hiszpańska Afryka Zachodnia.

- W biegu narciarskim na dystansie 220 km (w Jokkmokk, pn. Szwecja) triumfował 37-letni Lapończyk Lars Tourda (czas: 21 h 22 min.).

- Matematyk Theodor Kuen(inne języki) opisał powierzchnię znaną obecnie jako powierzchnia Kuena.

## Urodzili się
- 8 stycznia – Kornel Makuszyński, polski prozaik, poeta, felietonista, krytyk teatralny i publicysta (zm. 1953)
- 9 stycznia – Kazimierz Simm, polski zoolog i entomolog (zm. 1955)
- 16 stycznia – Maria Kandyda od Eucharystii, włoska karmelitanka, błogosławiona katolicka (zm. 1949)
- 20 stycznia – Iwan Feszczenko-Czopiwski, ukraiński inżynier metaloznawca i metalurg działający w Polsce, profesor AGH w Krakowie (zm. 1952)
- 25 stycznia – Phil Carmichael, australijski rugbysta (zm. 1973)
- 28 stycznia:
  - Miloš Janoška, słowacki pedagog, działacz turystyczny i krajoznawca, inicjator założenia czasopisma Krásy Slovenska (zm. 1963)
  - Auguste Piccard, szwajcarski badacz ziemskiej atmosfery i hydrosfery, konstruktor balonu stratosferycznego i batyskafu (zm. 1962)
- 31 stycznia - Theodor Heuss, niemiecki polityk, prezydent RFN (zm. 1963)
- 5 lutego – Ferdynand Rabowski, polski geolog, taternik (zm. 1940)
- 6 lutego – Jerzy Leszczyński, polski aktor teatralny i filmowy, reżyser (zm. 1959)
- 9 lutego – Jozafat Sziszkow, bułgarski asumpcjonista, męczennik, błogosławiony katolicki (zm. 1952)
- 19 lutego:
  - Tom Griffin, australijski rugbysta, medalista olimpijski (zm. 1950)
  - Maciej Rataj, polski polityk, działacz ruchu ludowego, publicysta, marszałek Sejmu - z tytułu sprawowania tego urzędu dwukrotnie zastępujący Prezydenta RP (zm. 1940)
- 23 lutego – Kazimierz Funk, biochemik pochodzenia polskiego, twórca pojęcia witaminy (zm. 1967)
- 24 lutego – Sydney Middleton, australijski rugbysta i wioślarz, medalista olimpijski (zm. 1945)
- 2 marca:
  - Léon Jongen, belgijski kompozytor, pianista i pedagog (zm. 1969)
  - Kazimierz Ulatowski, polski architekt (zm. 1975)
- 6 marca - Molla Mallory, norweska tenisistka (zm. 1959)
- 11 marca - Józef Grzecznarowski, polski polityk, poseł na Sejm RP, prezydent Radomia (zm. 1976)
- 13 marca – Józef Węgrzyn, polski aktor filmowy i teatralny (zm. 1952)
- 16 marca – Eric Philbrook Kelly, pisarz amerykański, profesor Uniwersytetu Jagiellońskiego, obrońca polskich emigrantów w Meksyku (zm. 1960)
- 23 marca – Joseph Boxhall, czwarty oficer na RMS Titanicu (zm. 1967)
- 28 marca – Carl Wilhelm Petersén, szwedzki curler (zm. 1973)
- 31 marca – Tina Pica, włoska aktorka teatralna i filmowa (zm. 1968)
- 1 kwietnia - George Allison Wilson, amerykański polityk, senator ze stanu Iowa (zm. 1953)
- 4 kwietnia:
  - Jakub Alberione, ksiądz, założyciel Towarzystwa św. Pawła, błogosławiony Kościoła katolickiego (zm. 1971)
  - Isoroku Yamamoto, japoński admirał (zm. 1943)
  - Marcin Oprządek, polski franciszkanin (brat zakonny), męczennik, błogosławiony katolicki (zm. 1942)
- 7 kwietnia:
  - Bronisław Malinowski, antropolog społeczny (zm. 1942)
  - Stanisław Szelągowski, polski lekarz, taternik, alpinista, turysta, działacz Polskiego Towarzystwa Tatrzańskiego (zm. 1953)
- 8 kwietnia – Kazimierz Gostyński, ksiądz, pedagog, opiekun harcerstwa, błogosławiony Kościoła katolickiego (zm. 1942)
- 12 kwietnia – Otto Meyerhof, niemiecki biochemik, odkrywca zależności występujących między zużyciem tlenu a wytwarzaniem kwasu mlekowego w mięśniach, za co został uhonorowany Nagrodą Nobla w 1922 (zm. 1951)
- 16 kwietnia – Jakub Szynkiewicz, litewski Tatar, wielki mufti polskich muzułmanów (zm. 1966)
- 19 kwietnia – Mieczysław Szerer, polski prawnik socjolog i publicysta (zm. 1981)
- 24 kwietnia – Sergiusz Cid Pazo, hiszpański salezjanin, męczennik, błogosławiony katolicki (zm. 1936)
- 28 kwietnia – Bartel J. Jonkman, polityk amerykański, kongresmen (zm. 1955)
- 5 maja – Alice Milliat, francuska działaczka sportowa, nauczycielka i tłumaczka (zm. 1957)
- 8 maja – Harry S. Truman, polityk amerykański, prezydent w latach 1945–1953 (zm. 1972)
- 9 maja:
  - Czesław Gajzler, polski inżynier, samorządowiec, prezydent Włocławka (zm. 1955)
  - Lec Kurti, albański kompozytor, dyplomata (zm. 1948)
- 19 maja – Arthur Meulemans, flamandzki kompozytor, dyrygent i pedagog (zm. 1966)
- 23 maja – Corrado Gini, włoski statystyk, demograf (zm. 1965)
- 25 maja – Truman Lee Kelley, amerykański psycholog, psychometra i statystyk (zm. 1961)
- 26 maja - Alexander Wiley, amerykański polityk, senator ze stanmu Wisconsin (zm. 1967)
- 28 maja – Edvard Beneš, czeski polityk, prezydent Czechosłowacji (zm. 1948)
- 15 czerwca – Maria Weronika Masia Ferragut, hiszpańska klaryska kapucynka, męczennica, błogosławiona katolicka (zm. 1936)
- 18 czerwca – Édouard Daladier, francuski polityk (zm. 1970)
- 22 czerwca:
  - Marian Kantor, polski kapitan administracji, nauczyciel, publicysta (zm. 1942)
  - James Rector, amerykański lekkoatleta, sprinter (zm. 1949)
- 23 czerwca – Werner Krauss, niemiecki aktor (zm. 1959)
- 24 czerwca:
  - Maria Beltrame Quattrocchi, włoska działaczka katolicka, błogosławiona, jako pierwsza w historii wyniesiona na ołtarze wspólnie z małżonkiem (zm. 1965)
  - Władysław Dunin-Borkowski, polski malarz (zm. 1922)
  - Frank Waller, amerykański lekkoatleta, sprinter i płotkarz (zm. 1941)
- 25 czerwca:
  - Sadako Kujō, cesarzowa Japonii (zm. 1951)
  - Guilherme Paraense, brazylijski strzelec sportowy (zm. 1968)
- 26 czerwca:
  - Oskar Blümm, niemiecki generalleutnant, uczestnik II wojny światowej (zm. 1951)
  - Piotr Zajlich, polski tancerz, choreograf (zm. 1948)
- 7 lipca – Lion Feuchtwanger, niemiecki pisarz, działacz antyfaszystowski (zm. 1958)
- 12 lipca – Amedeo Modigliani, włoski malarz, rysownik i rzeźbiarz (zm. 1920)
- 16 lipca - Anna Wyrubowa, przyjaciółka ostatniej rosyjskiej carycy Aleksandry (zm. 1964)
- 23 lipca:
  - Emil Jannings, niemiecki aktor teatralny i filmowy (zm. 1950)
  - Apolinary Szeluto, polski kompozytor, pianista, adwokat (zm. 1966)
  - Albert Warner, amerykański przedsiębiorca, współzałożyciel wytwórni filmowej Warner Bros. (zm. 1967)
  - Aleksander Znamięcki, polski taternik, bankowiec (zm. 1964)
- 25 lipca – Małgorzata Maria López de Maturana, założycielka mercedariuszek misjonarek, błogosławiona katolicka (zm. 1934)
- 26 lipca – Trygve Pedersen, norweski żeglarz, medalista olimpijski (zm. 1967)
- 2 sierpnia – Michał Róg, polski działacz ludowy, wicemarszałek Sejmu (zm. 1940)
- 5 sierpnia:
  - Władysław Demski, polski duchowny katolicki, męczennik, błogosławiony (zm. 1940)
  - Ludwik Hirszfeld, polski lekarz, bakteriolog i immunolog (zm. 1954)
- 8 sierpnia – Jan Wałach, polski grafik, malarz i rzeźbiarz, mistrz drzeworytu (zm. 1979)
- 20 sierpnia:
  - Forrest C. Donnell, amerykański polityk, senator ze stanu Missouri (zm. 1980)
  - Emilian Kowcz, duchowny greckokatolicki, błogosławiony (zm. 1944)
- 30 sierpnia – Aleksandr Batruk, radziecki wojskowy (zm. 1931)
- 4 września – Kazimierz Andrzejkowicz, major kawalerii Wojska Polskiego (zm. 1974)
- 5 września – Jenő Serényi, węgierski taternik, alpinista, narciarz, prawnik (zm. 1915)
- 7 września – Sven Thomsen, duński żeglarz, medalista olimpijski (zm. 1968)
- 14 września – Ludomir Sawicki, polski geograf i podróżnik (zm. 1928)
- 20 września – Stanisław Zdyb, polski taternik, członek Tatrzańskiego Ochotniczego Pogotowia Ratunkowego, fotograf (zm. 1954)
- 28 września – Edward Taylor, polski ekonomista, działacz narodowy, radny w radzie miejskiej Poznania, tłumacz klasyki ekonomii (w tym J.S. Milla) (zm. 1964)
- 6 października:
  - Stanisław Poniatowski, polski etnograf, etnolog, antropolog (zm. 1945)
  - Stanisław Porębski, polski taternik i działacz turystyczny, przemysłowiec i handlowiec (zm. 1960)
- 7 października – Józef Unrug, polski wiceadmirał i morski oficer pokładowy okrętów podwodnych (zm. 1973)
- 9 października – Jan Filak, polski urzędnik, działacz narodowy i społeczny (zm. 1932)[1][2]
- 11 października:
  - Friedrich Bergius, niemiecki chemik-technolog, specjalista w zakresie uwodorniania węgla, laureat Nagrody Nobla (zm. 1949)
  - Eleanor Roosevelt, amerykańska działaczka na rzecz praw człowieka, dyplomata i publicystka, żona Franklina Delano Roosevelta, 32. prezydenta Stanów Zjednoczonych (zm. 1962)
- 18 października – Jan Przybyła, polski pisarz, dziennikarz (zm. 1942)
- 30 października – Anna Rydlówna, polska pielęgniarka, pedagog, działaczka społeczna (zm. 1969)
- 31 października – Stanisław Cywiński, polski inżynier, konstruktor lotniczy (zm. 1939)
- 2 listopada – Karol Eraña Guruceta, hiszpański marianista, męczennik, błogosławiony (zm. 1936)
- 4 listopada – Helena Serbska, serbska księżniczka (zm. 1962)
- 5 listopada – Wiktor Siwek, polski duchowny rzymskokatolicki (zm. 1941)[3]
- 8 listopada:
  - Hermann Rorschach, szwajcarski psychiatra i psychoanalityk, twórca testu plam atramentowych (zm. 1922)
  - Marian Szydłowski, polski inżynier górnictwa, polityk (zm. 1939)
- 10 listopada – Zofia Nałkowska, polska pisarka, dramatopisarka, publicystka, polityk, poseł do KRN i na Sejm PRL (zm. 1954)
- 12 listopada – Annie Jennings, brytyjska superstulatka (zm. 1999)
- 18 listopada:
  - Arvid Sjöqvist, szwedzki żeglarz, olimpijczyk (zm. 1960)
  - Fritz Sjöqvist, szwedzki żeglarz, olimpijczyk (zm. 1962)
- 23 listopada – Piotr Jefimienko, rosyjski i radziecki archeolog (zm. 1969)
- 3 grudnia – Rajendra Prasad, indyjski polityk, prezydent Indii (zm. 1963)
- 4 grudnia – Karol Piórecki, polski oficer, kawaler Orderu Virtuti Militari (zm. 1942)
- 5 grudnia – Charles Russell, australijski rugbysta, medalista olimpijski (zm. 1957)
- 7 grudnia – Jarl Andstén, fiński żeglarz, olimpijczyk (zm. 1943)
- 8 grudnia – Amédée Thubé, francuski żeglarz, medalista olimpijski (zm. 1941)
- 11 grudnia – Mieczysław Łebkowski, major Wojska Polskiego, odznaczony Orderem Virtuti Militari (zm. 1935)
- 14 grudnia – Mikołaj Czarnecki, egzarcha Wołynia, Podlasia i Polesia Ukraińskiego Kościoła Greckokatolickiego, błogosławiony katolicki (zm. 1959)
- 18 grudnia – Paweł Goldstein, polski neurochirurg pochodzenia żydowskiego (zm. 1942)
- 20 grudnia – Eric Sandberg, szwedzki żeglarz, medalista olimpijski (zm. 1966)
- 24 grudnia – Antoni Cierplikowski, polski fryzjer o międzynarodowej sławie (zm. 1976)
- 28 grudnia – Joseph Pholien, belgijski adwokat i polityk, premier Belgii (zm. 1968)
- 30 grudnia:
  - Hideki Tōjō (jap. 東條英機), japoński polityk, premier (zm. 1948)
  - Otakar Štáfl, czeski taternik, malarz i grafik, ilustrator (zm. 1945)

- data dzienna nieznana: 
  - Mychajło Baran, ukraiński polityk (zm. 1937)
  - Maria Fan Kun, chińska męczennica, święta katolicka (zm. 1900)
  - Paweł Wu Wanshu, chiński męczennik, święty katolicki (zm. 1900)

## Zmarli
- 6 stycznia – Gregor Mendel, czeski prekursor genetyki (ur. 1822)
- 3 lutego – Gotthilf Heinrich Ludwig Hagen, niemiecki fizyk i inżynier (ur. 1797)
- 5 lutego – Adolf Krummacher, protestancki teolog i tekściarz kościelnych piosenek (ur. 1824)
- 27 lutego – Maria od Jezusa Deluil-Martiny, francuska zakonnica, założycielka Sióstr Najświętszego Serca Jezusa, błogosławiona katolicka (ur. 1841)
- 10 marca – Bernardo Guimarães, brazylijski pisarz (ur. 1825)
- 14 marca – Quintino Sella, włoski naukowiec, ekonomista, polityk i mąż stanu, alpinista (ur. 1827)
- 19 marca – Elias Lönnrot, fiński poeta narodowy (ur. 1802)
- 3 kwietnia – Alojzy Scrosoppi, włoski filipin, założyciel opatrznościanek, święty (ur. 1804)
- 7 kwietnia – Antoni Bronikowski, polski pedagog, hellenista, poeta (ur. 1817)
- 17 kwietnia – Franciszek Ksawery Wierzchleyski, polski duchowny katolicki, biskup przemyski (ur. 1803)
- 18 kwietnia – Rudolf Seeliger, niemiecki polityk, publicysta i działacz religijny (ur. 1810)
- 12 maja:
  - Bedřich Smetana, czeski kompozytor (ur. 1824)
  - Robert Angus Smith, szkocki chemik, pionier w dziedzinie chemii środowiska (ur. 1817)
- 13 maja – Cyrus Hall McCormick, amerykański wynalazca, przedsiębiorca (ur. 1809)
- 18 maja – Heinrich Göppert, niemiecki lekarz, botanik i paleontolog (ur. 1800)
- 1 lipca – Allan Pinkerton, amerykański detektyw, założyciel pierwszej agencji detektywistycznej na świecie (ur. 1819)
- 1 sierpnia – Heinrich Laube, niemiecki publicysta, pisarz i dramaturg (ur. 1806)
- 11 listopada – Alfred Brehm, niemiecki zoolog (ur. 1829)
- 29 grudnia – Wincenty Dunin-Marcinkiewicz, polski i białoruski poeta, dramaturg (ur. 1808)

## Święta ruchome
- Tłusty czwartek: 21 lutego
- Ostatki: 26 lutego
- Popielec: 27 lutego
- Niedziela Palmowa: 6 kwietnia
- Pamiątka śmierci Jezusa Chrystusa: 8 kwietnia
- Wielki Czwartek: 10 kwietnia
- Wielki Piątek: 11 kwietnia
- Wielka Sobota: 12 kwietnia
- Wielkanoc: 13 kwietnia
- Poniedziałek Wielkanocny: 14 kwietnia
- Wniebowstąpienie Pańskie: 22 maja
- Zesłanie Ducha Świętego: 1 czerwca
- Boże Ciało: 12 czerwca